# Josef Haltrich

Josef Haltrich

Josef Haltrich (n. 22 iulie 1822, Reghin, Mureș, România – d. 17 mai 1886, Șaeș, Apold, Mureș, România) a fost un pedagog, filolog, preot și etnograf sas din Transilvania, cunoscut mai ales ca un asiduu culegător de povești și poezii populare săsești.

## Biografie
După ce a absolvit Gimnaziul din Sighișoara, a plecat cu o bursă la Universitatea din Leipzig. În timpul petrecut în Germania, l-a cunoscut pe Jacob Grimm, unul din celebrii frați Grimm, cu care a purtat o intensă corespondență pe tema studiilor de folclor. 
După terminarea studiilor din Germania s-a întors la Sighișoara, unde a condus gimnaziul din localitate („Școala din Deal”, „Bergschule”).
În 1854 a publicat la Berlin o culegere de basme populare, intitulată Deutsche Volksmärchen aus dem Sachsenlande in Siebenbürgen (Basme populare germane din Țara Sașilor în Transilvania). Inițial culegerea cuprindea 78 de basme, care i-au atras atenția lui Jacob Grimm. 
Josef Haltrich a fost preocupat și de domeniul istoriei, studiind evoluția și modernizarea orașelor Reghin și Sighișoara. A făcut și unele cercetări asupra dialectului săsesc. 
Ultimii ani de viață și-i-a petrecut în satul Șaeș, unde a activat ca preot între 1872 și 1886.
Cu ocazia aniversării a 450 de ani de la înființare Școala din deal din Sighișoara a primit numele de Liceul Joseph Haltrich (sic), în amintirea fostului său rector.

## Lucrări

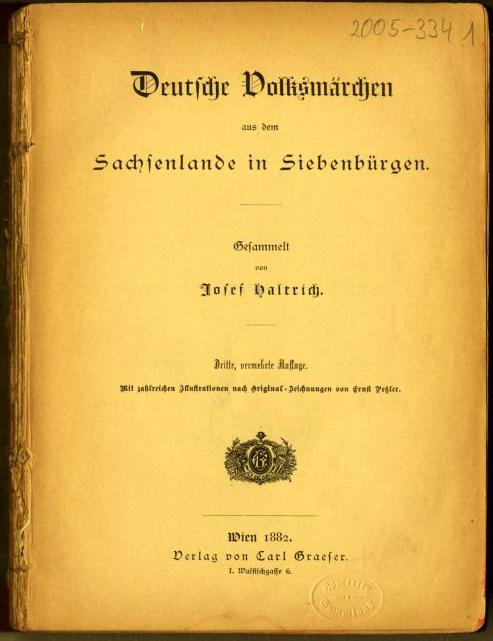
Culegere de poveşti populare săseşti, ediţia 1882, Viena

- Deutsche Volksmärchen aus dem Sachsenlande in Siebenbürgen. Saur, München 1990, ISBN 3-59851071-3 (Reeditare a ediției  Berlin 1856)
- Zur Kulturgeschichte der Sachsen in Siebenbürgen, editura Theodor Steinhaußen, Sibiu, 1867
- Die Macht und Herrschaft des Aberglaubens in seinen vielfachen Erscheinungsformen. în editură proprie, Sighișoara, 1871
- Zur Volkskunde der Siebenbürger Sachsen. Graeser, Viena 1885
- Tiermärchen aus dem Sachsenlande in Siebenbürgen. Schaffstein, Köln 1920
- Siebenbürgische Tiermärchen. Hillger, Berlin 1929
- Der Eisenhans. Siebenbürgisch-sächsische Märchen nach Josef Haltrich, redactat de Hans Liebhardt și Dieter Roth, Editura Ion Creangă, București, 1972
- Sächsische Volksmärchen aus Siebenbürgen, Editura Kriterion, București, 1974
- Sächsische Volksmärchen aus Siebenbürgen / Basme populare săsești din Transilvania, ediție bilingvă, în românește de Gabriel Angelescu și Tatiana Constantinescu, conține doar 2 basme: Copacul minune (Der Wunderebaum) și Femeia-lebădă (Die Schwanenfrau), Editura Paralela 45, 2003, ISBN 973-593-806-5